# 卵叶扁蕾
卵叶扁蕾（学名：Gentianopsis paludosa var. ovatodeltoidea）为龙胆科扁蕾属下的一个变种。

## 扩展阅读
- 維基物種上的相關：卵叶扁蕾